# جورجينيو روتر
جورجينيو روتر (بالفرنسية: Georginio Rutter)‏ هو لاعب كرة قدم فرنسي في مركز الهجوم، ولد في 20 أبريل 2002 في Plescop ‏ في فرنسا. شارك مع منتخب فرنسا تحت 17 سنة لكرة القدم.

## وصلات خارجية
- جورجينيو روتر على موقع الاتحاد الأوربي (الإنجليزية)
- جورجينيو روتر على موقع إي إس بي إن إف سي (الإنجليزية)
- جورجينيو روتر على موقع قاعدة بيانات كرة القدم.إي يو (الإنجليزية)
- جورجينيو روتر على موقع ليكيب (الفرنسية)
- جورجينيو روتر على موقع Soccerbase.com (لاعب) (الإنجليزية)
- جورجينيو روتر على موقع Soccerway.com (الإنجليزية)
- جورجينيو روتر على موقع عالم كرة القدم.نت (الإنجليزية)
- جورجينيو روتر على موقع كووورة
- جورجينيو روتر على موقع AS.com (الإسبانية)